# Wilhelm Lützow
Wilhelm Lützow, född 19 maj 1892 i Esslingen am Neckar, död 1916 i Sommepy-Tahure, var en tysk simmare.
Lützow blev olympisk silvermedaljör på 200 meter bröstsim vid sommarspelen 1912 i Stockholm.